# Phreatia brachyphylla
Phreatia brachyphylla är en orkidéart som beskrevs av Rudolf Schlechter. Phreatia brachyphylla ingår i släktet Phreatia och familjen orkidéer. Inga underarter finns listade i Catalogue of Life.